# Stadio Nicola Pietrangeli
O Stadio Nicola Pietrangeli é a terceira maior quadra de tênis do complexo esportivo Foro Italico, em Roma. É uma arena multifuncional, adequada também para receber shows e outros esportes.

## Histórico
O estádio, inicialmente chamado de "Olimpico della racchetta" e posteriormente renomeado como "Stadio della Pallacorda", foi previsto no plano mestre de  Enrico Del Debbio para a construção do Foro Italico e projetado por Costantino Costantini [it]. Inaugurado em 1934 com o encontro da Copa Davis entre Itália e Suíça, a instalação tem a parte mais alta dos degraus no nível da superfície de caminhada do Foro Italico circundante, de onde descem os degraus de mármore de Carrara em direção à quadra de tênis. O estádio também foi cercado por 18 estátuas (feitas por Eugenio Baroni [it] com a única exceção da estátua "lanciatore di palla vibrata" esculpida em 1942 por Domenico Ponzi [en]), também em mármore de Carrara, representando atletas olímpicos e, através de uma galeria no subsolo, estava conectado a um prédio de serviços e quadras de tênis secundárias.
A partir do ano seguinte, 1935, o Stadio della Pallacorda tornou-se a sede, com raras exceções, do Internazionali d'Italia de tênis.
Em 1948, o estádio foi palco de um evento esportivo não relacionado ao tênis: na verdade, o Campeonato europeu de voleibol masculino de 1948 [it] foi realizado lá.
Na década de noventa do século passado, dada a baixa capacidade da planta, foi construído nas proximidades um novo estádio, em madeira laminada que a partir desse momento se tornou o "campo centrale" do complexo, tornando o estádio Pallacorda uma planta secundária.
Em 2006, a instalação recebeu o nome de Nicola Pietrangeli, campeão italiano de tênis.
Na década de 2010, foram adicionados assentos para a construção de uma "tribuna de autoridades" e, com a construção da "SuperTennis Arena", a instalação se tornou a terceira quadra de tênis do Foro Italico em termos de capacidade.
O estádio sediou duas edições do World Taekwondo Grand Prix [en] no período de dois anos 2018 [en]-2019 [en] e, para a ocasião, a instalação foi temporariamente coberta com um teto leve.

As novas arquibancadas do Pietrangeli.

Em 2025, como parte do projeto de expansão do complexo, foram erguidas duas arquibancadas nas laterais do Pietrangeli ao nível da rua, o que causou alguma controvérsia.

## Eventos sediados
- Internazionali d'Italia desde 1935[1][4]
- Coppa Davis[1]
- Campeonato europeu de voleibol masculino de 1948 [it][5]
- Troféu regional de voleibol, em 2000[11]
- Mi Games Roma, em 2017[12][13]
- World Taekwondo Grand Prix [en] de 2018 [en] e 2019 [en][9]
- Campeonato europeu de natação de 2022 (nado sincronizado)[14]
- Internazionali d'Italia de 2023[15]